# A Perfect Day (2015)
A Perfect Day is een Spaanse film uit 2015, geregisseerd door Fernando León de Aranoa.

## Verhaal
De film speelt zich af in voormalig Joegoslavië tegen het einde van de Joegoslavische oorlogen. Humanitaire hulpverleners Mambrú (Benicio del Toro) en B (Tim Robbins) proberen samen met nieuwkomer Sophie (Mélanie Thierry) en tolk Damir (Fedja Štukan) een lijk uit een put te krijgen. Hun eerste poging faalt, want het touw breekt. Ze gaan daarom op zoek naar een nieuw touw, wat moeilijker blijkt dan gedacht.

## Rolverdeling
- Benicio del Toro - Mambrú
- Tim Robbins - B
- Olga Kurylenko - Katya
- Mélanie Thierry - Sophie
- Fedja Štukan - Damir
- Eldar Residovic - Nikola
- Sergi López i Ayats - Goyo

## Ontvangst

### Recensies
Op Rotten Tomatoes geeft 72% van de 53 recensenten de film een positieve recensie, met een gemiddelde score van 6,69/10. Metacritic komt tot een score van 60/100, gebaseerd op 20 recensies.

### Prijzen en nominaties
Een selectie:
| Jaar | Prijs                           | Categorie               | Genomineerde            | Resultaat   |
| ---- | ------------------------------- | ----------------------- | ----------------------- | ----------- |
| 2015 | Film by the Sea                 | Film & Literatuur Award | A Perfect Day           | Gewonnen    |
| 2016 | Premios Goya (30ste uitreiking) | Beste film              | A Perfect Day           | Genomineerd |
| 2016 | Premios Goya (30ste uitreiking) | Beste regisseur         | Fernando León de Aranoa | Genomineerd |
| 2016 | Premios Goya (30ste uitreiking) | Beste mannelijke bijrol | Tim Robbins             | Genomineerd |
| 2016 | Premios Goya (30ste uitreiking) | Beste bewerkt scenario  | Fernando León de Aranoa | Gewonnen    |
| 2016 | Premios Goya (30ste uitreiking) | Beste camerawerk        | Álex Catalán            | Genomineerd |
| 2016 | Premios Goya (30ste uitreiking) | Beste montage           | Nacho Ruiz Capillas     | Genomineerd |
| 2016 | Premios Goya (30ste uitreiking) | Beste productieontwerp  | Luis Fernández Lago     | Genomineerd |
| 2016 | Premios Goya (30ste uitreiking) | Beste kostuums          | Fernando García         | Genomineerd |